# Svartryggig dvärgrördrom
Svartryggig dvärgrördrom (Botaurus dubius) är en fågel i familjen hägrar inom ordningen pelikanfåglar.

## Utseende och läten
Svartryggig dvärgrördrom är med kroppslängden 25–36 cm en liten häger. Adulta hanen har svart rygg, brun hals och rödbrunstreckad undersida. I flykten syns ljusa övre vingtäckare kontrastera mot den mörka ryggen och mörka vingpennorna. Honan och ungfågeln saknar svart på ryggen och har streckad undersida. Den är lik dvärgrördrommen, men skiljer sig genom mörkgrå snarare än svartaktiga vingpennor, kraftigare rödbrunt på huvudsidor, hals och framför allt skuldrorna samt helbeige, ej vitaktig eller till hälften vitaktig vingfläck. Bland lätena hörs distinkta upprepade morrande ljud eller kväkande skall.

## Utbredning och systematik
Fågeln förekommer i sydvästra och östra Australien, i Indonesien och på Nya Guinea. Den behandlades tidigare som underart till dvärgrördrom och vissa gör det fortfarande.

### Släktestillhörighet
Tidigare placerades arten i Ixobrychus tillsammans med andra små rördrommar, men inkluderas sedan 2024 med de större rördrommarna i Botaurus baserat på genetiska studier. Redan 1987 visade Sheldon med hjälp av DNA-DNA-hybridisering att amerikansk dvärgrördrom står närmare amerikansk rördrom snarare än de två andra Ixobrychus-arterna i studien (kanelrördrom och dvärgrördrom). I Päckert m.fl. (2014) som använde DNA-streckkodning stod amerikansk dvärgrördrom närmare de tre Botaurus-arterna i studien snarare än de övriga Ixobrychus-arterna.
Hruska m.fl. (2023), den hittills mest omfattande genetiska studien av hägrar, bekräftar systerskapet mellan amerikansk dvärgrördrom och Botaurus-rördrommarna, men också att den likaledes amerikanska arten strimryggig dvärgrördrom står närmare denna grupp än övriga dvärgrördrommar. Amerikansk dvärgrördrom och även strimryggig dvärgrördrom skulle därför kunna brytas ut i egna släkten, alternativt flyttas till Botaurus. Med tanke på amerikanska dvärgrördrommens likhet med typarten för Ixobrychus dvärgrördrommen, så pass att de tidigare har behandlats som en och samma art, anses en bättre lösning vara att inkludera alla dvärgrördrommar i Botaurus. Att så olikstora arter ryms i ett och samma släkte kan förklaras med att evolutionen i denna grupp gått relativt fort, där stora arter utvecklats snabbt ur mindre.

## Levnadssätt
Svartryggig dvärgrördrom föredrar vassbälten, täta våtmarker och vattendrag med tätbevuxna kanter. Den ses vanligen tidiga morgnar och kvällar.

## Status och hot
Arten har ett stort utbredningsområde och en stor population, men tros minska i antal, dock inte tillräckligt kraftigt för att den ska betraktas som hotad. Internationella naturvårdsunionen IUCN kategoriserar därför arten som livskraftig (LC).